# ユニオシ
ユニオシ（I. Y. Yunioshi, Mr. Yunioshi）は、トルーマン・カポーティの中編小説『ティファニーで朝食を』（1958年）およびその小説をもとに作られた1961年の同名映画に登場する日系アメリカ人・日本人の男性である。
後述するように小説と映画ではその描写が大幅に異なり、映画の方は典型的な人種差別描写として批判された。

## 小説のユニオシ
主人公ホリー・ゴライドリーと同じアパートに住む日系人2世の雑誌カメラマンという設定であり、彼がアフリカで撮った写真から、アフリカへ渡ったホリーの消息が語られるという筋立てとなっている。ホリーに対しては好意的である。登場人物のジョー・ベルがユニオシをJapと呼ぶ部分がある一方、語り手の「私」はユニオシのことを差別的に語っていない。
ユニオシの名前の由来は、20世紀前半のアメリカで活動した日本人画家の国吉康雄ではないかと言われている。

## 映画のユニオシ
白人であるミッキー・ルーニーが演じた。映画版のユニオシのキャラクターは、監督のブレイク・エドワーズの創作と言われる。映画版ではホリーと同じアパートに住む日本人カメラマンという設定だけは原作と似ているが、以下の部分で描写が異なる。
- 背が低く、メガネ、出っ歯などといったステレオタイプ的な醜い容姿の日本人として描かれている[注 1][7][8]。
- 映画ではホリーはニューヨークに留まるため、上述のアフリカの写真のエピソードは削除されている[8]。
- 部屋のカギをもち忘れたホリーがユニオシを訪ねるシーン[注 2]では、ユニオシの部屋が俗悪な日本趣味として描かれる上、起こされたユニオシは極めて狼狽する[8]。
- ホリーに起こされることが何度も続いたユニオシは、さらに階下でうるさいパーティーをやられたことから彼女に反感を抱き、警察を呼んでホリーを逮捕させる[注 3][7]。

こうした映画版の描写について、村上由見子は太平洋戦争前後のアメリカにあった、日本人を「先天的幼児」とみなす風潮と関連付けている。

## 批判
映画が公開された1961年当初は、ユニオシについて好意的な評価があったが、29年経った1990年にやっと『ボストン・グローブ』が「攻撃的でゆがんだ民族描写」と批判した。1993年には『ロサンゼルス・デイリーニュース』も「攻撃的なステレオタイプであり、侮辱と傷をもたらした」と批判するなど、映画版ユニオシへの批判が相次ぐ。
ニューヨークのブルックリン・ブリッジ・パーク（Brooklyn Bridge Park）での映画祭で、この映画の上映への反対運動が起きた際、『ニューヨーク・デイリーニュース』は反対運動に同情しつつ、過去のアメリカが犯した人種差別の歴史を隠さずに直視しすべきだという意見を載せている。